# Cyperales
Cyperales Hutch., 1934 è un ordine appartenente alla sottoclasse delle Commelinidae.

## Tassonomia
Il sistema di classificazione Engler e il sistema Wettstein assegnavano a questo ordine la sola famiglia delle Cyperaceae.
Nel sistema Cronquist (1981), questo ordine (posto nella sottoclasse Commelinidae) include due famiglie:
- Cyperaceae
- Poaceae (o Gramineae)

Il sistema di classificazione APG IV non riconosce questo raggruppamento e assegna le famiglie in esso comprese all'ordine Poales.